# Неко, Данило
Дани́ло Монтечи́но Не́ко (порт.-браз. Danilo Montecino Neco; род. 27 января 1986, Мирандополис, Сан-Паулу) — бразильский футболист, игравший на позиции нападающего.

## Карьера
Долгое время выступал за клуб второго дивизиона Бразилии «Понте-Прета» из Кампинаса, штат Сан-Паулу.
Лишь в 24 года выбрался на заработки за границу. В 2010 году на правах аренды играл за корейский «Чеджу Юнайтед» и вместе с командой завоевал серебряные медали первенства.
В январе 2011 года с приходом Валерия Газзаева во владикавказскую «Аланию» Данило Неко был приглашён в клуб и подписал контракт на три с половиной года. 22 мая 2011 года забил за «Аланию» в финале Кубка России, в котором владикавказцы уступили ЦСКА со счётом 1:2. Этот гол остался единственным забитым мячом «Алании» в турнире (трижды «Алания» проходила соперников в сериях послематчевых пенальти после нулевых ничьих и один раз ей была присуждена техническая победа). В сезоне 2011/12 «Алания» заняла второе место в ФНЛ и вернулась в Премьер-лигу.
В начале сезона Премьер-лиги 2012/13 Неко забил 6 мячей в первых 6 матчах чемпионата (в том числе по 2 мяча в ворота «Терека» и «Кубани»). 1 октября забил единственный мяч «Алании» в гостевом матче против «Мордовии» (1:1), а 6 октября забил дважды в домашнем матче с «Крыльями Советов» (2:2). Всего в первых 11 матчах сезона отличился 9 раз (три — с пенальти), проведя все игры без замен. Но затем его игра потеряла блеск, а в «Алании» начались финансовые проблемы и в конце 2013 года бразилец расторг контракт из-за задолженности клуба по зарплате и премиальным.
В январе 2014 года Неко подписал контракт на два года с пятикратным чемпионом Казахстана клубом «Актобе». Актюбинцам он достался бесплатно, как свободный агент, зато зарплату ему пришлось положить 800 тысяч евро в год. Но уже 9 марта «Актобе» выиграл с ним Суперкубок Казахстана и новичок забил единственный победный гол в ворота карагандинского «Шахтёра». В этом сезоне Неко провёл 25 игр, забил пять голов и стал с клубом вице-чемпионом Казахстана. В следующем году он сыграл 24 матча, забил два гола, но в сентябре сломал на поле руку и выбыл до конца сезона.
Тем не менее клуб взял «бронзу» чемпионата, а контракт с Неко был продлён в октябре ещё на два года.
Однако Данило Неко оказался в числе легионеров, которые после сезона-2015 покинули клуб «Актобе». При этом, бразильцу не была выплачена зарплата за последние месяцы и компенсация за расторжение контракта. В 2016 году Неко обратился с жалобой в УЕФА, где обязали клуб погасить задолженность до конца 2017 года . Но руководство клуба проигнорировало призыв и весной 2019 года «Актобе» был лишён 6 очков. В итоге клуб был вынужден заплатить бразильцу 800 000 евро за свою некомпетентную трансферную политику .
Отдохнув пару лет, Неко провёл в 2017-м полгода в южнокорейском «Соннаме», сыграв всего 4 игры, и с футболом с тех пор завязал .

## Достижения
«Чеджу Юнайтед»
- Серебряный призёр Республики Корея: 2010

«Алания»
- Финалист Кубка России: 2010/11

«Актобе»
- Обладатель Суперкубка Казахстана: 2014
- Серебряный призёр чемпионата Казахстана: 2014
- Бронзовый призёр чемпионата Казахстана: 2015